# Алвемар
Алвемар (фр. Alvimare) насеље је и општина у северној Француској у региону Горња Нормандија, у департману Приморска Сена која припада префектури Авр.
По подацима из 2011. године у општини је живело 569 становника, а густина насељености је износила 84,55 становника/km². Општина се простире на површини од 6,73 km². Налази се на средњој надморској висини од 140 метара (максималној 153 m, а минималној 129 m).

## Демографија
| 1962. | 1968. | 1975. | 1982. | 1990. | 1999. | 2011. |
| ----- | ----- | ----- | ----- | ----- | ----- | ----- |
| 304   | 330   | 294   | 360   | 486   | 462   | 569   |

График промене броја становника у току последњих година